# Dimitsána
Dimitsána är en kommunhuvudort i Grekland.   Den ligger i prefekturen Arkadien och regionen Peloponnesos, i den södra delen av landet, 150 km väster om huvudstaden Aten. Dimitsána ligger 1 061 meter över havet och antalet invånare är 739.
Terrängen runt Dimitsána är huvudsakligen kuperad, men västerut är den bergig. Runt Dimitsána är det mycket glesbefolkat, med 6 invånare per kvadratkilometer. Närmaste större samhälle är Alífeira, 17,1 km väster om Dimitsána. 